# Licht-von-oben-Vorannahme

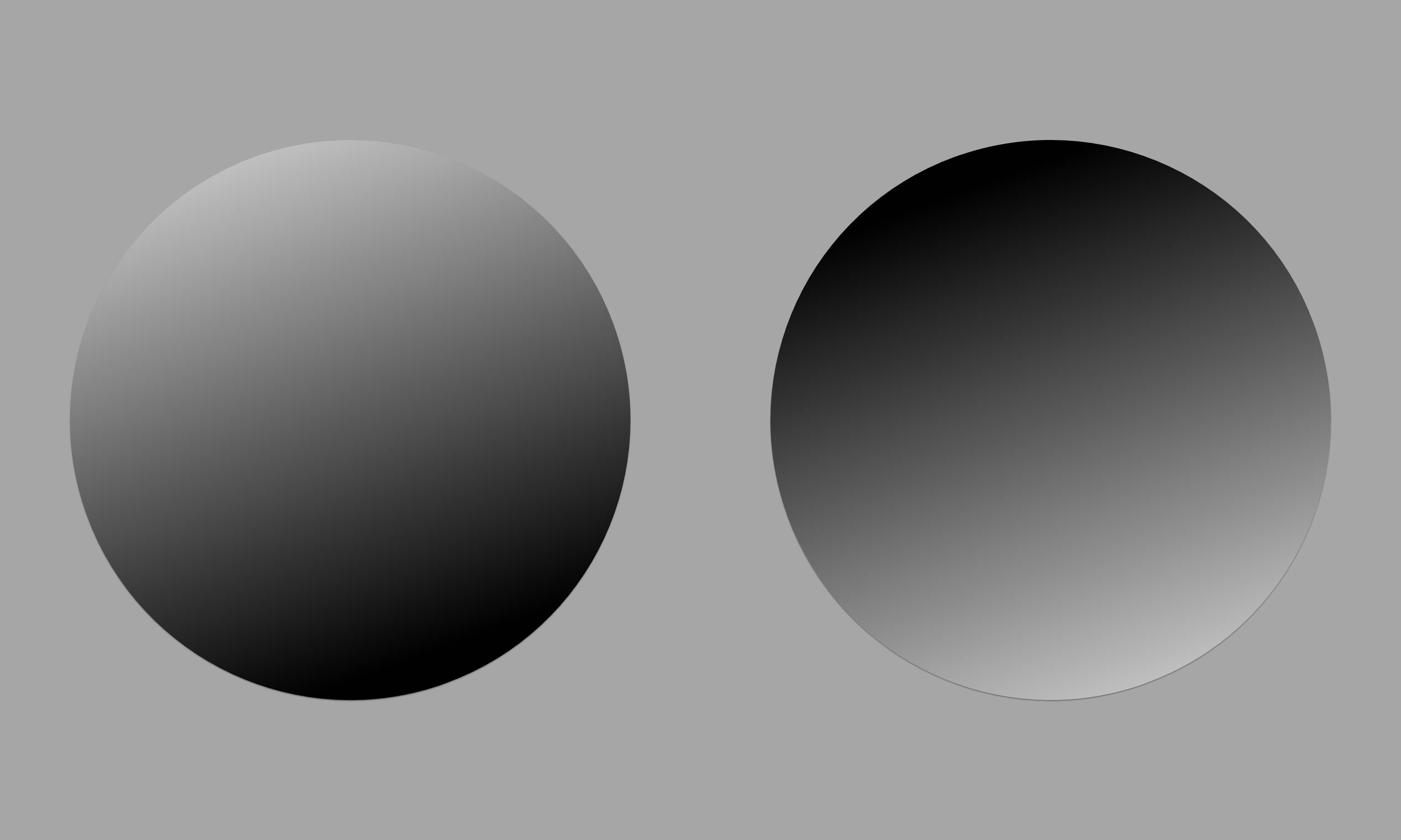
Die linke Kreisfläche wird entsprechend der "Licht-von-oben"-Vorannahme eher als konvex wahrgenommen, die um 180° gedrehte rechte Fläche hingegen als konkav.

Als „Licht-von-oben“-Vorannahme (auch: „Licht-von-oben“-Heuristik, englisch: light-from-above prior) wird in der Psychologie der Befund bezeichnet, dass der Mensch aufgrund von Erfahrungen im Umgang mit der Umwelt gewöhnlich annimmt, dass Licht von oben kommt. Dies hat zur Folge, dass Licht- und Schattenmuster unter der Vorannahme interpretiert werden, dass eine einzelne Lichtquelle von oben herab scheint.

## Beschreibung
Bei der Interpretation visueller Reize nimmt das visuelle System eine einzelne von oben herabscheinende Lichtquelle an. Diese Vorannahme entspricht den Erfahrungen des Menschen mit der Umwelt, da die Sonne und auch künstliche Lichtquellen in der Regel oberhalb des Menschen positioniert sind. Eine kreisrunde schattierte zweidimensionale Fläche, welche im oberen Bereich am hellsten ist und zum unteren Ende hin dunkler wird, wird folglich als konvexer Höcker wahrgenommen. Bei umgekehrtem Schattierungsmuster wird die Fläche hingegen als konkave Delle interpretiert. Diese Wahrnehmungserfahrung zeigt sich auch bei komplexeren Mustern wie Fußabdrücken im Sand.
Die „Licht-von-oben“-Vorannahme weist eine kleine Tendenz nach links auf. Das bedeutet, dass ein Objekt eher als konvex wahrgenommen wird, wenn es im oberen linken Bereich am hellsten ist und zum unteren rechten Bereich hin dunkler wird. Diese Tendenz zur linken Seite scheint durch kulturelle Prägungen beeinflusst zu werden. Englischsprechende Personen lesen Texte von links nach rechts und weisen eine stärkere Tendenz nach links auf als Sprecher des Hebräischen, welche von rechts nach links lesen. Die Händigkeit einer Person hat keinen signifikanten Einfluss auf die „Licht-von-oben“-Vorannahme.
Die Vorannahme ist nicht starr. Durch Erfahrung mit der Umwelt wird sie angepasst. Dies kann beispielsweise geschehen, wenn im oberen Bereich hellere und im unteren Bereich dunklere Flächen haptisch nicht wie gewöhnlich konvex, sondern nun konkav erfahrbar sind.

## Retinales Abbild und Gravitation
Das visuelle System scheint maßgeblich auf retinale Informationen und nur zu einem kleinen Teil auf die Gravitation zurückzugreifen, um zu bestimmen, was in Bezug zum Menschen als „oben“ beziehungsweise „unten“ zu identifizieren ist. Wenn der Kopf zur Seite geneigt wird, verschiebt sich folglich, wann ein Objekt als konvex oder konkav wahrgenommen wird, größtenteils aufgrund der Verschiebung der Kopfposition und des damit einhergehenden veränderten retinalen Abbildes.